# Bilderbergmötet 2013

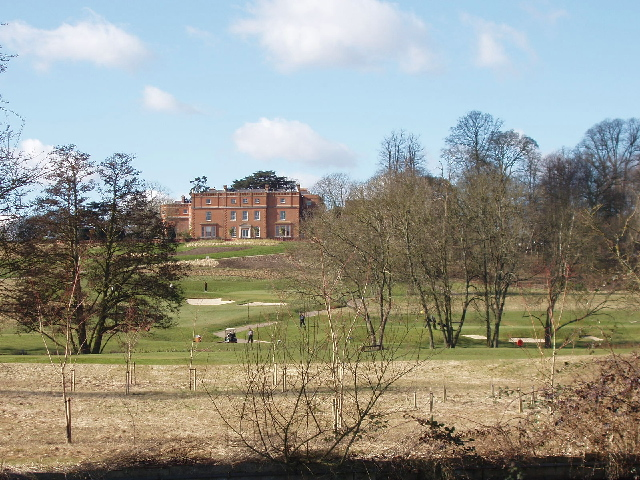
The Grove, Watford

Bilderbergmötet 2013 var det 61:a officiella mötet med Bilderberggruppen. Mötet ägde rum 6–9 juni 2013 på Grove Hotel i Watford, England. Det var första gången sedan 1998 som mötet hölls i Storbritannien. På dagordningen stod bland annat diskussioner om ekonomi, aktuell politik och ny teknologi. Konferensens hemlighetsfulla upplägg och kostsamma säkerhetspådrag gav upphov till kritik.

## Dagordning
Ett av Bilderbergmötets kännetecken är att dagordningen är relativt obunden och föränderlig. Ett officiellt pressmeddelande listade ett antal ämnen inför 2013 års konferens:
- Kan Förenta staterna och Europa växa snabbare och skapa arbeten?
- Arbeten, rättigheter och skuld
- Hur big data förändrar nästan allt
- Nationalism och populism
- Amerikansk utrikespolitik
- Afrikas utmaningar
- Cyberkrig och ökningen av asymmetriska hot
- Huvudtrender inom medicinsk forskning
- Utbildning på nätet: löfte och effekter
- EU-politik
- Utvecklingen i Mellanöstern
- Aktuella frågor

## Deltagare
Den officiella gästlistan bestod av 139 européer och nordamerikaner från finansbolag, näringsliv, mediebolag och politik. Svenska deltagare var utrikesminister Carl Bildt, finansminister Anders Borg, Investors VD Börje Ekholm, Socialdemokraternas partiledare Stefan Löfven och Investors styrelseordförande Jacob Wallenberg. Journalister var förbjudna från att närvara på mötet.

## Kritik
Den bristande insynen gav upphov till kritik och konspirationsteorier. Enligt Bilderberggruppen är syftet med det hemlighetsfulla upplägget att deltagarna ska kunna diskutera informellt och obundet av sina offentliga ställningstaganden. Arrangörerna menar att detta ger gästerna utrymme att "ta sig tid att lyssna, reflektera och samla insikter". I Storbritannien föranledde mötet kritik mot de höga säkerhetskostnaderna. Bilderberggruppen lovade att bekosta en del av polisinsatsen och mötet bevakades även av ett privat säkerhetsbolag. I Sverige gick journalisten Göran Greider ut och kritiserade Löfvens beslut att medverka.